# コンステレーション級ミサイルフリゲート
コンステレーション級ミサイルフリゲート（コンステレーションきゅうミサイルフリゲート、英語: Constellation-class guided-missile frigate）は、アメリカ海軍が調達を予定しているミサイル・フリゲート（FFG）の艦級。
国際情勢の変化に伴って再び正規戦が重視されるようになったことから、それらへの対応が困難であった沿海域戦闘艦に代わる本格的な小型水上戦闘艦として計画された。艦自体はFREMM計画に基づき建造されたイタリア海軍のカルロ・ベルガミーニ級フリゲートがベースとなっている。ネームシップの建造費は12億8,120万ドル（2020会計年度）。

## 来歴

### 開発に至る経緯
2000年代のアメリカ海軍は、ローエンドの水上戦闘艦として沿海域戦闘艦（LCS）の整備を進めていたが、その研究開発・建造の各過程でスケジュールの遅延とコストの上昇に悩まされていた。特に「多様な任務に対応させる」というコンセプトの根幹となるミッション・パッケージの開発が難航したほか、対艦兵器として陸軍のNLOS-LSミサイル・システムを採用する予定だったにもかかわらず、陸軍がその開発を中止するという不運にも見舞われた。また開発に着手した当初は非対称戦争や戦争以外の軍事作戦が重視されていたのに対し、その後の国際情勢の変化に伴って、ニアピアな（対等に近い）装備の敵との正規戦が再び重視されるようになり、LCSでは対応困難となっていた。
このような情勢を受け、アメリカ海軍は、2016年12月に355隻体制の実現を打ち出すのとあわせて、LCSの建造予定52隻のうち20隻を、より本格的な水上戦闘艦であるFFG(X)に置き換えることを発表した。
FFG(X)計画では
- 既に存在する艦の設計をベースとする
- シンプルな設計
- 既に洋上のフルスケールの実証ができている艦

との条件が付されており、2017年11月に最初の提案依頼書（RFP）が発出された。また海外の艦もタイプシップとして認められたことから、下記のように海外企業も含めた多くの応募があった。
- オースタルUSA - インディペンデンス級沿海域戦闘艦の発展型
- ハンティントン・インガルス・インダストリーズ - バーソルフ級カッターの発展型
- ロッキード・マーティン - フリーダム級沿海域戦闘艦の発展型
- マリネット・マリーン - カルロ・ベルガミーニ級フリゲートの発展型
- バス鉄工所 - アルバロ・デ・バサン級フリゲートまたはフリチョフ・ナンセン級フリゲートの発展型

このうち、ロッキード・マーティンは搭載システムに専念するとして、2019年6月にコンペティションから撤退した。
そして2020年5月、マリネット・マリーン案の採択が発表された。これと合わせて1番艦の建造契約が7億9,512万ドルで発注されたが、これは竣工後の整備や乗組員の慣熟訓練と訓練器材なども含まれる。また、オプション契約として、9番艦までの建造もセットとなっている。

### 開発の難航
アメリカ海軍は、本級は実証済みの船体を基にしていることから、開発のハードルは比較的低いものと考えていた。また開発の初期段階から産業界を積極的に関与させるとともに、主要な装備品の試験を事前に地上の施設で行うなど、従来よりも慎重なアプローチで開発を進めていた。
しかし、まずカルロ・ベルガミーニ級をベースとする設計をアメリカ海軍の生残性の要求にあわせて改訂する作業に手間取った上に、新型コロナウイルス感染症の流行などによる産業界の混乱もあって、計画は大きく遅延した。更に、2023年度国防権限法によって当初計画よりも長射程のミサイルの搭載が求められた結果として、更に設計が大きく改訂されることになり、要求仕様の7割が変更されて、FREMM計画艦との共通性はわずか15パーセントにまで低下した。既に建造が開始されていた船体ブロックを改修する必要も生じ、建造コストの上昇と納期の更なる遅延につながった。

## 設計
上記の経緯より、本級はFREMM計画艦に準じた設計を採用している。艦の設計にあたっては生残性の向上が配慮されているほか、後日装備に備えた成長マージンは5パーセントを確保することとされている。なお本級では、弾道ミサイル潜水艦と同様のクルー制の導入が予定されており、1隻につき2組の乗員を配して交代させることで、検査・修理期間以外の停泊期間を短縮し、艦艇の運用効率を向上させることとしている。
機関もFREMM計画艦と同様のCODLAG方式とされた。機関構成は、ガスタービンエンジン1基と電動機2基、ディーゼル発電機4基および補助推進装置1基とされており、ガスタービンエンジンとしてはゼネラル・エレクトリック LM2500+G4（定格出力30.3 MW (40,600 hp)）の採用が予定されている。また推進器はロールス・ロイス製の固定ピッチ・プロペラを使用する。なお本級の設計のベースとなったイタリア海軍のカルロ・ベルガミーニ級では、LM2500+G4ガスタービンエンジン1基とディーゼル発電機4基、巡航用の電動機2基という構成で最大速力27ノットを発揮している。ただし本級では、カルロ・ベルガミーニ級よりも発電機を強化する予定であり、船体延長の原因となっている。
艦橋構造物と一体化した前部煙突は細身で、後部上部構造物にある煙突は太いという形態からは、前方にディーゼルエンジン、後方にガスタービンエンジンを収容するパラレル配置と推測されている。

## 装備

### C4ISR
上記の経緯により戦術情報処理装置はロッキード・マーティン社が担当することになり、フリーダム級と同様のCOMBATSS-21と、アーレイ・バーク級と同様のイージスシステム（AWS）が俎上に載せられたが、最終的にAWSのベースライン10が採用された。また戦術データ・リンクとしてリンク 11やリンク 16、リンク 22に対応するほか、共同交戦能力（CEC）にも対応するといわれている。
対空捜索レーダーはレイセオン社のAN/SPY-6(V)3が搭載される。これは3面構成のアクティブ・フェーズドアレイ・アンテナを用いており、1面あたり1,296個の送受信モジュールが配される。また対水上用には、ウルトラ・エレクトロニクス社のNGSSR（Next Generation Surface Search Radar）を使用する。なお電子戦装置としてはAN/SLQ-32(V)6 SEWIP（Surface Electronic Warfare Improvement Program）を搭載することとされているが、SEWIPブロックIIIとして開発されているAN/SLQ-32(V)7を搭載できるよう、所要のスペースや電力供給能力が確保される。
対潜戦システムとしてはAN/SQQ-89(V)16を搭載する。船体装備ソナーは持たず、AN/SQS-62可変深度ソナー（VDS）とTB-37 MFTA曳航ソナーの組み合わせとしていた。しかしSQS-62は性能や信頼性の問題を解決できず開発中止となり、代わってタレス製のCAPTAS-4が搭載されることとなった。

### 武器システム
前甲板には32セルのMk.41 VLSを設置して、SM-2MRブロックIIIC艦対空ミサイルの運用に対応する。同ミサイルは従来は艦隊防空のために用いられてきたが、本級では個艦防空用と位置付けられている。ここにはVLA対潜ミサイルも収容できるが、VLSのセル数が限られていることから、主としてSM-2MRを搭載することになるものとみられている。また2023年度国防権限法によって2番艦からSM-6艦対空ミサイルとトマホーク巡航ミサイルが追加搭載されることになったが、このためには、従来はタクティカル・モジュールから構成されていたVLSをストライク・モジュールに変更する必要があり、大規模な改設計が必要となる。なお個艦防空用としては、後部上部構造物（格納庫）上にRAM近接防空ミサイルの21連装発射機も搭載される。
艦砲としては、LCSと同様の70口径57mm単装速射砲を前甲板に搭載し、射撃盤としてはMk.160を使用する。
艦対艦ミサイルとしては、やはりLCS用に採用されたNSMの4連装発射筒4基を搭載するが、この16発という搭載数は、アメリカ軍艦としては異例の多さである。
なお艦載ヘリコプターとしては、有人のMH-60Rと無人のMQ-8Cを1機ずつ搭載する。

## 比較
| ·        | Template‐ノート:同規模フリゲートに、このページに関する疑問があります。（2025年5月） 疑問の要約：テンプレート名と選択基準の妥当性 |                            |                             |                        |                                 |
|          | | B・ヴュルテンベルク級      | 26型                        | コンステレーション級   | ニーダーザクセン級              |
| 船体     | 満載排水量 | 7,316 t                    | 8,000 t                     | 7,291 t                | 10,550 t                        |
| 船体     | 全長 | 149.5 m                    | 149.9 m                     | 151.18 m               | 166 m                           |
| 船体     | 全幅 | 18.8 m                     | 20.75 m                     | 19.81 m                | 21.7 m                          |
| 主機     | 方式 | CODLAG                     | CODLOG                      | CODLAG                 | CODLAD                          |
| 主機     | 出力 | 27,000 hp                  | 46,500 hp                   | 40,600 hp              | 43,000 hp                       |
| 主機     | 速力 | 26 kt                      | 26 kt                       | 26 kt                  | 26 kt                           |
| 兵装     | 砲熕 | 64口径127mm単装砲×1基      | 62口径5インチ単装砲×1基     | 70口径57mm単装砲×1基   | 64口径127mm単装砲×1基           |
| 兵装     | 砲熕 | 27mm機関砲×2基             | ファランクス CIWS×2基       | 70口径57mm単装砲×1基   | 27mm機関砲×2基                  |
| 兵装     | 砲熕 | 12.7mmRWS×5基              | DS30M 30mm機銃×2基          | M240またはM2機銃×複数  | 12.7mm機銃×2基                  |
| 兵装     | 砲熕 | 12.7mm機銃×2基             | ―                           | M240またはM2機銃×複数  | ―                               |
| 兵装     | ミサイル | RAM 21連装発射機×2基       | VLS×24セル （シーセプター） | Mk.41 VLS×32セル       | Mk.41 VLS×16セル （SM-2、ESSM） |
| 兵装     | ミサイル | RAM 21連装発射機×2基       | Mk.41 VLS×24セル            | RAM 21連装発射機×1基   | RAM 21連装発射機×2基            |
| 兵装     | ミサイル | ハープーン 4連装発射筒×2基 | ―                           | NSM 4連装発射筒×4基    | NSM 4連装発射筒×2基             |
| 兵装     | 水雷 | ―                          | 3連装短魚雷発射管×2基       | ―                      | ―                               |
| 艦載機   | 艦載機 | NFH90×2機                  | AW159 / AW101×1機           | MH-60R×1機 + MQ-8C×1機 | NFH90×2機                       |
| 同型艦数 | 同型艦数 | 4隻                        | 8隻予定                     | 20隻予定 （1隻艤装中） | 6隻予定 （1隻艤装中）           |

## 同型艦一覧
| #      | 艦名                                 | 造船所                | 起工           | 進水     | 就役            |
| ------ | ------------------------------------ | --------------------- | -------------- | -------- | --------------- |
| FFG-62 | コンステレーション USS Constellation | マリネット ・マリーン | 2022年 8月31日 | －       | 2029年 （予定） |
| FFG-63 | コングレス USS Congress              | （未定）              | （未定）       | （未定） | （未定）        |
| FFG-64 | チェサピーク USS Chesapeake          | （未定）              | （未定）       | （未定） | （未定）        |
| FFG-65 | ラファイエット USS Lafayette         | （未定）              | （未定）       | （未定） | （未定）        |
| FFG-66 | ハミルトン USS Hamilton              | （未定）              | （未定）       | （未定） | （未定）        |
| FFG-67 | ガルベス USS Galvez                  | （未定）              | （未定）       | （未定） | （未定）        |